# Rudolph Minkowski
| Odkryte planetoidy: 1 | Odkryte planetoidy: 1 |
| --------------------- | --------------------- |
| (1620) Geographos     | 14 września 1951      |
| 1.                    |                       |

Rudolph Leo Bernhard Minkowski (ur. 28 maja 1895 w Strasburgu, zm. 4 stycznia 1976 w Berkeley) – amerykański astronom pochodzenia niemieckiego-żydowskiego.

## Życiorys
Był synem Oskara Minkowskiego i bratankiem Hermanna Minkowskiego. Uczył się w gimnazjach w Kolonii, Greifswaldzie i Wrocławiu. Od dzieciństwa interesował się astronomią. W 1913 roku rozpoczął studia na Wydziale Fizyki Uniwersytetu Wrocławskiego, ale przerwał je z powodu wybuchu I wojny światowej, w czasie której służył w armii niemieckiej. Po wojnie kontynuował studia, uzyskując tytułu doktora w 1921 u Rudolfa Ladenburga.
Po doktoracie pracował na uczelniach w Getyndze (z Maksem Bornem i Jamesem Franckiem) i Hamburgu (privatdozent od 1926). W 1926 ożenił się z Luise David, córką sędziego. W Getyndze i początkowo w Hamburgu pracował nad fizyką atomową i widmami spektralnymi, by potem zająć się astronomią.
W obserwatorium hamburskim poznał swego długoletniego przyjaciela Waltera Baadego oraz Bernharda Schmidta, którego konstrukcje teleskopów potem wykorzystywał. W 1930 został profesorem Uniwersytetu Hamburskiego. Po dojściu Hitlera do władzy, stracił ze względu na żydowskie pochodzenie stanowisko profesora i w 1935 roku wyemigrował do Stanów Zjednoczonych razem z żoną i dziećmi, Evą i Hermannem. Tam od lipca 1935 pracował razem z Baadem w Mount Wilson Observatory. W 1940 otrzymał obywatelstwo USA. Uczestniczył w przygotowywaniu obserwatorium Palomar. Kierował projektem Palomar Observatory Sky Survey, który tworzył atlas fotograficzny północnego nieba z wykorzystaniem teleskopów Schmidta.
Krótko przed przejściem na emeryturę odkrył w 1960 największe znane wówczas (do 1975) przesunięcie ku czerwieni w galaktyce 3C 295. Po przejściu na emeryturę w latach 1961–1965 pracował na Uniwersytecie Kalifornijskim w Berkeley. Gościnnie wykładał także na University of Wisconsin-Madison.
Prowadził badania pozostałości supernowych, zwłaszcza ich widm spektralnych. Razem z Baadem podzielił je dwa nowe typy: typ 1 i 2. Zidentyfikowali optycznie źródła szeregu sygnałów radiowych, m.in. galaktyki Cygnus A, Perseus A oraz pozostałości supernowych Cassiopeia A, Puppis A.
Odkrył mgławicę planetarną Minkowski 2-9. W 1942 odnalazł gwiazdę centralną mgławicy Kraba. W 1950 odkrył kometę nieokresową C/1950 K1 (Minkowski), a w 1951 współodkrył (wraz z Albertem Wilsonem) planetoidę (1620) Geographos.

## Wyróżnienia i upamiętnienie
W 1957 został wybrany do National Academy of Sciences. W 1961 został uhonorowany Złotym Medalem Catherine Wolfe Bruce. W 1968 z okazji stulecia uniwersytetu Berkeley przyznano mu doktorat honoris causa uczelni.
Krater Minkowski na Księżycu upamiętnia Rudolfa i Hermanna Minkowskich. Na cześć Rudolfa – poza mgławicą Minkowski 2-9 – nazwana została także planetoida (11770) Rudominkowski oraz tak zwany obiekt Minkowskiego w sąsiedztwie galaktyki NGC 541. Jego nazwiskiem bywa także określana mgławica Minkowski 92, znana także jako IRAS 19343+2926 lub ślad buta (ang. Footprint Nebula).